# Panopticon
Panopticon — американский блэк-метал проект, до 2017 года состоявший из одного участника, известного под псевдонимом «A.Lundr». В настоящий момент является группой с полноценным составом. На фоне других американских метал-групп Panopticon выделяется своеобразием музыки (атмосферный блэк-метал с элементами пост-рока и даже кантри), и ультралевыми политическими взглядами лидера/основателя проекта.

## История
В молодости Остин «Lundr» был гитаристом в панк-группе The People’s War. Позднее круг его музыкальных интересов сместился в сторону метала, и в 2003 году он основал black/death metal-группу Anagnorisis. Однако из-за разногласий с другими участниками группы он не мог играть именно то, что бы ему действительно хотелось, и в 2007 году он принял решение издавать свои сольные работы под именем Panopticon. Название проекта — отсылка к проекту идеальной тюрьмы Джереми Бентама.
Первый, безымянный альбом Panopticon вышел 1 мая 2008 года на собственном лейбле A.Lunrd’a — Lundr Records. По утверждению лидера проекта, альбом был выпущен именно 1 мая, чтобы почтить память рабочих-мучеников — в первую очередь жертв известных событий в Чикаго 1-4 мая 1886 года. Этим же событиям посвящён трек Panopticon «Ghosts of the Haymarket Square».
В дальнейшем у Panopticon вышли сплит-альбомы с Lake Of Blood и Wheels Within Wheels, но наибольшую известность и положительные отзывы критиков получил второй студийный альбом — «Collapse» (вышел 21 июля 2009 года на Lundr Records и Pagan Flames Records). A.Lundr позже выпустил альбом «…on the Subject of Mortality» в виде LP или двух сплитов — со Skagos и When Bitter Spring Sleeps, а также второй сплит с Wheels Within Wheels. Сейчас он завершил работу над двумя новыми альбомами — «Social Disservices» и «Kentucky» и планирует выпустить их в течение года.

## Убеждения
В качестве примеров групп, больше всего повлиявших на творчество Panopticon, Остин называет Amebix, Rudimentary Peni, Crass, Godspeed You! Black Emperor, ранние Darkthrone, Weakling, Bathory, Suicide Nation, Iskra. Многие тексты Panopticon («The Lay of Grimnir», к примеру), посвящены скандинавской мифологии. По утверждению лидера проекта, германская и скандинавская культура представляется ему очень красивой и содержательной, но опошленной христианством и национализмом. Но при этом он считает важным помнить, что фольклор — это не действительность, и «фольклорный» взгляд на язычество не противоречит атеизму. Кроме того, он резко отрицательно относится как к христианству, так и к сатанизму (который ассоциируется у него с эгоцентризмом и безответственным гедонизмом).
В плане идеологии на Panopticon наибольшее влияние оказали работы М. Бакунина, А. Мельтцера и Э. Гольдман. Многие тексты Panopticon посвящены политике и истории (например, «La Passione di Sacco & Vanzetti» — посвящается Сакко и Ванцетти). По мнению A.Lundr’a, многие языческие религии акцентируют внимание на личную независимость, и в этом плане близки к анархизму.

## Дискография
Студийные альбомы
- Panopticon (2008)
- Collapse (2009)
- …On the Subject of Mortality (2010)
- Social Disservices (2011)
- Kentucky (2012)
- Roads to the North (2014)
- Autumn Eternal (2015)
- The Scars of Man on the Once Nameless Wilderness (I and II) (2018)
- …Scars II (The Basics) (2019)
- …and Again into the Light (2021)
- The Rime of Memory (2023)
- Laurentian Blue (2025, акустический альбом)

Сплиты
- It’s Later Than You Think (сплит с Wheels Within Wheels, 2009)
- Panopticon / Lake of Blood (2009)
- Skagos / Panopticon (2010)
- Panopticon / When Bitter Spring Sleeps (2010)
- Wheels Within Wheels / Panopticon II (2011)
- Vestiges / Panopticon (2013)
- Brotherhood (сплит с Falls of Rauros, 2014)
- Panopticon / Waldgeflüster (2016)
- Nechochwen / Panopticon (2020)
- Panopticon / Aerial Ruin (2020)

Другие релизы
- La passione de Sacco & Vanzetti (сингл, 2008)
- Revisions of the Past (сборник, 2016)
- Sheep in Wolves Clothing (сингл, 2017)
- The Crescendo of Dusk (мини-альбом, 2019)
- Beast Rider (мини-альбом, 2020)
- Songs of Hiraeth (сборник, 2025)